# Anders Högberg
Anders Högberg (ur. 9 kwietnia 1976 w Skellefteå) – szwedzki biegacz narciarski, zawodnik klubu Skogn IL.

## Kariera
W Pucharze Świata zadebiutował 23 listopada 1996 roku w Kirunie, zajmując 99. miejsce w biegu na 10 km stylem dowolnym. Pierwsze pucharowe punkty zdobył jednak 17 grudnia 2000 roku w Brusson, gdzie był szesnasty w sprincie stylem dowolnym. Na podium zawodów tego cyklu pierwszy raz stanął 11 grudnia 2002 roku w Clusone, kończąc rywalizację w sprincie stylem dowolnym na trzeciej pozycji. W zawodach tych wyprzedzili go jedynie Tor Arne Hetland z Norwegii oraz Niemiec René Sommerfeldt. Najlepsze wyniki osiągnął w sezonie 2002/2003, kiedy zajął 23. miejsce w klasyfikacji generalnej.
W 2001 roku wziął udział w mistrzostwach świata w Lahti, gdzie był piąty w sprincie techniką dowolną. Wystąpił też na mistrzostwach świata w Val di Fiemme dwa lata później, gdzie zajął 10. miejsce w tej samej konkurencji. Nigdy nie brał udziału w igrzyskach olimpijskich.

## Osiągnięcia

### Mistrzostwa świata
| Miejsce | Dzień     | Rok  | Miejscowość   | Konkurencja            | Czas biegu | Strata | Zwycięzca           |
| ------- | --------- | ---- | ------------- | ---------------------- | ---------- | ------ | ------------------- |
| 5.      | 21 lutego | 2001 | Lahti         | Sprint stylem dowolnym | 3:14,1     | -      | Tor Arne Hetland    |
| 10.     | 26 lutego | 2003 | Val di Fiemme | Sprint stylem dowolnym | 3:12,1     | -      | Thobias Fredriksson |

### Puchar Świata

#### Miejsca w klasyfikacji generalnej
| Sezon     | Puchar Świata | Sprint      | Biegi dystansowe |
| --------- | ------------- | ----------- | ---------------- |
| 2000/2001 | 74. miejsce   | 36. miejsce | –                |
| 2001/2002 | 61. miejsce   | 22. miejsce | –                |
| 2002/2003 | 36. miejsce   | 11. miejsce | –                |
| 2003/2004 | 30. miejsce   | 10. miejsce | 76. miejsce      |
| 2004/2005 | 86. miejsce   | 41. miejsce | –                |

#### Miejsca na podium
| Nr | Dzień      | Rok  | Miejscowość | Konkurencja              | Czas biegu | Pozycja | Strata | Zwycięzca        |
| -- | ---------- | ---- | ----------- | ------------------------ | ---------- | ------- | ------ | ---------------- |
| 1. | 11 grudnia | 2002 | Clusone     | Sprint stylem dowolnym   | ?          | ?       | 3.     | Tor Arne Hetland |
| 2. | 24 lutego  | 2004 | Trondheim   | Sprint stylem dowolnym   | ?          | ?       | 3.     | Janusz Krężelok  |
| 3. | 26 lutego  | 2004 | Drammen     | Sprint stylem klasycznym | ?          | ?       | 3.     | Håvard Bjerkeli  |